# Antonio Cardile
Antonio Cardile (* 26. Februar 1914 in Tarent; † 9. Dezember 1986 in Rom) war ein italienischer Maler und Bildhauer der modernen Bewegung der Römischen Schule der Malerei.

## Leben und Wirken
1925 zog er zusammen mit seiner Familie von Tarent nach Florenz um. Graduiert an der Accademia di Belle Arti Firenze mit Felice Carena und dem Graveur Celestino Celestini, stellte er am Anfang an "Mostre Sindacali" seine künstlerischen Werke bei gewerkschaftlichen Ausstellungen zur Schau. Während des Zweiten Weltkrieges und nach einer Kriegshaft zog er nach Rom, wo er sich sofort der römischen Schule der Malerei anschloss. In den letzten Jahren seines Lebens initiierte er die figurative Kunst seines Neffen, des Künstlers Joseph Pace, der Mitte der 1980er Jahre in Paris von "le filtranisme" eine neoexistencialistische, philosophisch-künstlerische Strömung gründete.
Ab 1936 präsentierte er seine  "one man Shows" im Palazzo Pitti in Florenz und im Palazzo delle Esposizioni in Rom sowie in Galerien von Rom (la Tartaruga). Des Weiteren nahm er in dieser Zeit an Ausstellungen zusammen mit Giorgio De Chirico, Luigi Capogrossi, Domenico Purificato und Giulio Turcato teil.
Bis Ende 1986 arbeitete und lebte Antonio Cardile in Rom.
Bekannt geworden ist Antonio Cardile als Maler, Designer, Bildhauer und Künstler, der im Laufe seiner 50-jährigen, künstlerischen Tätigkeit sowohl sakrale als auch profaneThemen frei interpretierte.